# Eurygastor montanus
Eurygastor montanus är en kräftdjursart som beskrevs av Albert Vandel 1973. Eurygastor montanus ingår i släktet Eurygastor och familjen Philosciidae.

## Underarter
Arten delas in i följande underarter:
- E. m. montanus
- E. m. troglophilus